# Nekrolog 1. Quartal 1901
Nekrolog
◄◄
| ◄
| 1897
| 1898
| 1899
| 1900
| 1901 | 1902 | 1903 | 1904 | 1905 | ► | ►►
1. Quartal |
2. Quartal |
3. Quartal |
4. Quartal 1901
Weitere Ereignisse | Allgemeiner Nekrolog 1901
Die Beschreibung der verstorbenen Person sollte so kurz wie möglich gehalten sein und nur deren signifikante Tätigkeit(en) enthalten.
Neue Namen ggf. auch unter dem Geburts- und Sterbedatum, also etwa unter 1. Januar und im Geburts- und Sterbejahr (2024) eintragen (nur bei entsprechender großer Wichtigkeit). Für Beispiele siehe die schon vorhandenen Artikel.
Außerdem über die fünf zuletzt Verstorbenen, zu denen es einen ausreichend guten Artikel für eine Präsentation auf der Hauptseite gibt, nach der todesbedingten Überarbeitung der Artikel ggf. auch unter Wikipedia Diskussion:Hauptseite informieren und sie am besten auch in den anderen Wikipedia-Sprachversionen eintragen. Tipp: Regelmäßig bei news.google.de nach „ist tot“, „gestorben“ oder „verstorben“ suchen.
Wenn eine Person gestorben ist, gibt es viele Seiten zu dieser Person in der Wikipedia, die davon auch betroffen sind und entsprechend aktualisiert werden müssen. Beispiele: Namenübersichtsseite, Geburtsjahr, Geburtsort-Seiten und viele mehr.
Wie finde ich die betroffenen Seiten?
Im Suchfeld auf der linken Seite gibt man den Suchbegriff so ein: „Vorname Nachname“. Dann klickt man auf Volltext und alle Seiten mit entsprechendem Suchtext werden aufgerufen. Hier sieht man dann schnell, wo auch das Todesjahr Sinn macht oder sogar ein Teil des Artikels angepasst werden muss. Auch hilft das „Werkzeug“ auf der linken Seite sehr gut, um solche Seiten aufzufinden: „Links auf diese Seite“. Somit ist die Wikipedia wieder aktuell in allen Bereichen! Hinweis: bei Eintragung der Kategorie „Gestorben JAHR“ wird der Missbrauchsfilter 49 ausgelöst, was jedoch nicht schlimm ist. Siehe: Spezial:Missbrauchsfilter/49
Dies ist eine Liste von im ersten Quartal 1901 verstorbenen bekannten Persönlichkeiten. Die Einträge erfolgen innerhalb der einzelnen Daten alphabetisch sortiert. Tiere sind im Nekrolog für Tiere zu finden.

## Januar
| Tag        | Name                             | Beruf, bekannt als                                                                                           | Alter | Beleg |
| ---------- | -------------------------------- | --- | ----- | ----- |
| 1. Januar  | Carl Bratfisch                   | deutscher Musiker, Komponist und Dirigent                                                                    | 71    |       |
| 1. Januar  | C. W. Damodaram Pillai           | tamilischer Philologe                                                                                        | 68    |       |
| 1. Januar  | Ignatius Donnelly                | US-amerikanischer Jurist und Politiker                                                                       | 69    |       |
| 1. Januar  | Sophus Schandorph                | dänischer Schriftsteller                                                                                     | 64    |       |
| 1. Januar  | August Friedrich Schenck         | deutscher Maler                                                                                              | 72    |       |
| 2. Januar  | Gottfried August Knoche          | deutscher Arzt und Gründer des Hospitals San Juan de Dios in La Guaira                                       | 87    |       |
| 4. Januar  | Rasmus Berthelsen                | grönländischer Dichter, Katechet, Hochschullehrer, Buchdrucker, Redakteur, Übersetzer und Komponist          | 73    |       |
| 4. Januar  | Nikolaus Gysis                   | griechischer Genre- und Monumentalmaler                                                                      | 58    |       |
| 5. Januar  | Curtis Hooks Brogden             | US-amerikanischer Politiker                                                                                  | 84    |       |
| 5. Januar  | Barnabas Collins                 | US-amerikanischer Politiker                                                                                  | 64    |       |
| 5. Januar  | Karl Alexander                   | Großherzog von Sachsen-Weimar-Eisenach (1853–1901)                                                           | 82    |       |
| 5. Januar  | Pierre Potain                    | französischer Internist                                                                                      | 75    |       |
| 5. Januar  | Winand M. Wigger                 | US-amerikanischer Geistlicher, Bischof von Newark                                                            | 59    |       |
| 5. Januar  | Adolf Wüstefeld                  | deutscher Autor, Zeichner Arzt im hannoverschen Garde-Jäger-Bataillon und im Königsulanen-Regiment Nummer 13 | 73    |       |
| 6. Januar  | James W. Bradbury                | US-amerikanischer Politiker                                                                                  | 98    |       |
| 6. Januar  | Konrad Forcher-Ainbach           | österreichischer Politiker                                                                                   | 61    |       |
| 7. Januar  | Karl Brinkmann                   | deutscher Rechtsanwalt und Bürgermeister                                                                     | 46    |       |
| 8. Januar  | Campbell Polson Berry            | US-amerikanischer Politiker                                                                                  | 66    |       |
| 8. Januar  | Max Schmidt                      | deutscher Maler                                                                                              | 82    |       |
| 8. Januar  | Ewald Wollny                     | deutscher Agrarwissenschaftler                                                                               | 54    |       |
| 9. Januar  | Edward Mitchell Bannister        | afroamerikanischer Maler                                                                                     |       |       |
| 9. Januar  | Maurice Block                    | französischer Statistiker und Nationalökonom                                                                 | 84    |       |
| 9. Januar  | Richard Copley Christie          | britischer Jurist, Historiker, Bibliophiler und Romanist                                                     | 70    |       |
| 9. Januar  | Frank Gay Clarke                 | US-amerikanischer Politiker                                                                                  | 50    |       |
| 9. Januar  | Hermann Findenegg                | österreichischer Alpinist und Alpenvereinsfunktionär                                                         | 50    |       |
| 9. Januar  | Wolrad Kreusler                  | deutscher Arzt und Dichter                                                                                   | 83    |       |
| 9. Januar  | Otto Emil Schott                 | württembergischer evangelischer Pfarrer und Liederdichter                                                    | 69    |       |
| 10. Januar | Leopold von Dallmer              | preußischer Generalleutnant                                                                                  | 73    |       |
| 10. Januar | Oswald Moosmüller                | Benediktiner und Autor                                                                                       | 68    |       |
| 10. Januar | Carl Radnitzky                   | österreichischer Stempelschneider und Medailleur                                                             | 82    |       |
| 11. Januar | Wassili Sergejewitsch Kalinnikow | russischer Komponist                                                                                         | 34    |       |
| 11. Januar | Alexander Spengler               | Arzt und Revolutionär                                                                                        | 73    |       |
| 13. Januar | Adolphe Chatin                   | französischer Botaniker und Mediziner                                                                        | 87    |       |
| 13. Januar | Jules Cohen                      | französischer Komponist und Organist                                                                         | 70    |       |
| 13. Januar | Josef Plank                      | österreichischer Maler                                                                                       | 85    |       |
| 14. Januar | Víctor Balaguer                  | spanischer Dichter und Historiker                                                                            | 76    |       |
| 14. Januar | Charles Hermite                  | französischer Mathematiker                                                                                   | 78    |       |
| 15. Januar | Wilhelmine Canz                  | deutsche Diakonisse                                                                                          | 85    |       |
| 15. Januar | Johann Faber                     | deutscher Industrieller                                                                                      | 81    |       |
| 15. Januar | Gertrud Schwend-Uexküll          | Gründerin des Mädchengymnasiums in Stuttgart                                                                 | 33    |       |
| 15. Januar | Gottlieb Viehe                   | deutscher Missionar und Autor                                                                                | 61    |       |
| 15. Januar | Scott Wike                       | US-amerikanischer Politiker                                                                                  | 66    |       |
| 16. Januar | Jules Barbier                    | französischer Theaterdichter und Librettist                                                                  | 75    |       |
| 16. Januar | Arnold Böcklin                   | Schweizer Maler, Zeichner, Graphiker und Bildhauer                                                           | 73    |       |
| 16. Januar | James Mount                      | Gouverneur von Indiana                                                                                       | 57    |       |
| 16. Januar | Mahadev Govind Ranade            | indischer Richter, Autor und Sozialreformer                                                                  | 58    |       |
| 16. Januar | Hiram Rhodes Revels              | US-amerikanischer Politiker und Geistlicher                                                                  | 73    |       |
| 17. Januar | Jacob Georg Agardh               | schwedischer Botaniker                                                                                       | 87    |       |
| 17. Januar | Frederic W. H. Myers             | britischer Dichter, Kritiker und Essayist                                                                    | 57    |       |
| 18. Januar | Karl Haag                        | deutscher Schultheiß und Politiker                                                                           | 81    |       |
| 18. Januar | Theodor Löbbecke                 | deutscher Apotheker und Begründer der Sammlungen des Löbbecke Museums                                        | 79    |       |
| 18. Januar | Albert Neuhauser                 | österreichischer Glasmaler                                                                                   | 68    |       |
| 19. Januar | Albert de Broglie                | französischer Historiker, Publizist und Staatsmann                                                           | 79    |       |
| 19. Januar | Bernhard Danckelmann             | deutscher Forstwissenschaftler; Leiter der Forstakademie Eberswalde                                          | 69    |       |
| 19. Januar | Henrik August Flindt             | dänischer Gartengestalter und Stadtplaner                                                                    | 78    |       |
| 19. Januar | John Leisenring                  | US-amerikanischer Politiker                                                                                  | 47    |       |
| 19. Januar | Lina Wasserburger                | österreichische Schauspielerin und Schriftstellerin                                                          | 69    |       |
| 20. Januar | George W. Cowles                 | US-amerikanischer Jurist und Politiker                                                                       | 77    |       |
| 20. Januar | Zénobe Gramme                    | belgischer Elektriker und Konstrukteur                                                                       | 74    |       |
| 20. Januar | Itō Keisuke                      | japanischer Botaniker                                                                                        | 97    |       |
| 20. Januar | Ottomar von Volkmer              | österreichischer Chemiker, Physiker und Druckereifachmann                                                    | 61    |       |
| 21. Januar | Elisha Gray                      | US-amerikanischer Lehrer, Erfinder und Unternehmer                                                           | 65    |       |
| 21. Januar | Josef Wedl                       | österreichischer Politiker und Feuerwehrfunktionär                                                           | 65    |       |
| 21. Januar | Carl Wolf                        | deutscher Geistlicher und Politiker (Zentrum), MdR                                                           | 67    |       |
| 22. Januar | Cipriano Francisco Gaedechens    | deutscher Politiker, MdHB und Historiker                                                                     | 82    |       |
| 22. Januar | Victoria                         | Königin von Großbritannien und Irland sowie Kaiserin von Indien                                              | 81    |       |
| 23. Januar | Sándor Brodszky                  | ungarischer Landschafts- und Stilllebenmaler                                                                 | 81    |       |
| 23. Januar | Hermann Burghart                 | tschechischer Bühnenbild- und Hoftheatermaler                                                                | 66    |       |
| 23. Januar | John P. C. Shanks                | US-amerikanischer Politiker                                                                                  | 74    |       |
| 24. Januar | Robert Stell Heflin              | US-amerikanischer Rechtsanwalt, Richter und Politiker                                                        | 85    |       |
| 24. Januar | Johannes Krabbe                  | deutscher evangelisch-lutherischer Geistlicher und Autor                                                     | 61    |       |
| 24. Januar | John Simpson Mackennal           | schottisch-australischer Bildhauer und Architekt                                                             |       |       |
| 24. Januar | Georg Stölting                   | deutscher Theologe und Pädagoge                                                                              | 64    |       |
| 25. Januar | William E. Finck                 | US-amerikanischer Politiker                                                                                  | 78    |       |
| 25. Januar | Sebastiano Galeati               | Erzbischof von Ravenna, Kardinal                                                                             | 78    |       |
| 25. Januar | Prosper-Olivier Lissagaray       | französischer Journalist und Teilnehmer an der Pariser Kommune                                               | 62    |       |
| 25. Januar | Wilhelm Carl von Rothschild      | deutscher Bankier und Mäzen                                                                                  | 72    |       |
| 25. Januar | Robert Zelle                     | Oberbürgermeister von Berlin                                                                                 | 71    |       |
| 26. Januar | William J. Allen                 | US-amerikanischer Jurist und Politiker                                                                       | 71    |       |
| 26. Januar | Alfred Dickey                    | US-amerikanischer Politiker                                                                                  | 55    |       |
| 26. Januar | Ludwig Friedrich Seyffardt       | Unternehmer und Politiker (nationalliberal)                                                                  | 73    |       |
| 26. Januar | Florian Stoppany                 | Schweizer Hotelier                                                                                           | 58    |       |
| 27. Januar | Paul Jaeschke                    | deutscher Marineoffizier                                                                                     | 49    |       |
| 27. Januar | Giuseppe Verdi                   | italienischer Komponist                                                                                      | 87    |       |
| 28. Januar | Henri de Bornier                 | französischer Schriftsteller und Mitglied der Académie française                                             | 75    |       |
| 28. Januar | Philipp Buttmann                 | deutscher Theologe und Prediger                                                                              | 92    |       |
| 28. Januar | Josef Wladimirowitsch Gurko      | russischer General                                                                                           | 72    |       |
| 29. Januar | Alexander H. Jones               | US-amerikanischer Politiker                                                                                  | 78    |       |
| 29. Januar | Erwin Marx                       | deutscher Architekt und Hochschullehrer                                                                      | 60    |       |
| 29. Januar | Julius Reinhold Stöckhardt       | preußischer Ministerialbeamter und Komponist                                                                 | 69    |       |
| 29. Januar | Julius Zeyer                     | tschechischer Schriftsteller, Dichter und Dramaturg deutsch-französischer Abstammung                         | 59    |       |
| 30. Januar | Alois von Pražák                 | österreichischer Politiker und Justizminister                                                                | 80    |       |
| 31. Januar | Tony Avenarius                   | deutscher Grafiker, Illustrator, Zeichner, Komponist, Librettist                                             | 64    |       |
| 31. Januar | Peter Andreas Blix               | norwegischer Architekt                                                                                       | 69    |       |
| 31. Januar | Eduard Bohlen                    | deutscher Kaufmann und Konsul                                                                                | 54    |       |
| 31. Januar | Wilhelm Emil Wahlberg            | österreichischer Jurist und Strafrechtler                                                                    | 76    |       |

## Februar
| Tag         | Name                                 | Beruf, bekannt als                                                                  | Alter | Beleg |
| ----------- | ------------------------------------ | ----------------------------------------------------------------------------------- | ----- | ----- |
| 2. Februar  | William H. Kitchin                   | US-amerikanischer Politiker                                                         | 63    |       |
| 2. Februar  | François-Tommy Perrens               | französischer Historiker                                                            | 78    |       |
| 2. Februar  | Wilfried Paulsen                     | deutscher Kartoffelzüchter und Schachspieler                                        | 72    |       |
| 3. Februar  | Alfonso Balzico                      | italienischer Bildhauer                                                             | 75    |       |
| 3. Februar  | Konstantin Matwejewitsch Feofilaktow | russischer Geologe und Universitätsrektor                                           | 82    |       |
| 3. Februar  | Fukuzawa Yukichi                     | japanischer Gelehrter                                                               | 66    |       |
| 3. Februar  | Francis Valentine Woodhouse          | Apostel der Katholisch-Apostolischen Gemeinden                                      | 95    |       |
| 4. Februar  | Gallus von Hochberger                | österreichischer Mediziner, k.k. Hofrat und fürstl. Reuß-Seitz´scher Hofrat         | 97    |       |
| 4. Februar  | Jefferson F. Long                    | US-amerikanischer Politiker                                                         | 64    |       |
| 4. Februar  | Jacob Plaut                          | deutsch-jüdischer Unternehmer und Bankier                                           | 84    |       |
| 4. Februar  | Josef Seché                          | deutscher Architekt                                                                 | 49    |       |
| 5. Februar  | Jakob Brunner                        | Landtagsabgeordneter Großherzogtum Hessen                                           | 48    |       |
| 5. Februar  | Richard Doergens                     | deutscher Geodät und Hochschullehrer                                                | 61    |       |
| 5. Februar  | Charles J. Gilman                    | US-amerikanischer Politiker                                                         | 76    |       |
| 6. Februar  | Emilio De Marchi                     | italienischer Schriftsteller                                                        | 49    |       |
| 6. Februar  | Christian Frederik Lütken            | dänischer Zoologe und Paläontologe                                                  | 73    |       |
| 6. Februar  | Tomás Ribeiro                        | portugiesischer Lyriker, Journalist und Politiker                                   | 69    |       |
| 7. Februar  | Elise Lavater                        | Schweizer Komponistin                                                               | 80    |       |
| 7. Februar  | Oskar Schlömilch                     | deutscher Mathematiker                                                              | 77    |       |
| 7. Februar  | Theodor Schmalenbach                 | evangelischer deutscher Theologe und Superintendent                                 | 69    |       |
| 8. Februar  | Hermann Adolf Haessel                | deutscher Buchhändler und Verleger                                                  | 81    |       |
| 8. Februar  | Erwin Kurz                           | Schweizer Politiker                                                                 | 54    |       |
| 8. Februar  | Benjamin Prentiss                    | US-amerikanischer General im Sezessionskrieg                                        | 81    |       |
| 8. Februar  | Bernhard Schwarz                     | deutscher Pfarrer und Afrikaforscher                                                | 56    |       |
| 9. Februar  | Serhij Hruschewskyj                  | ukrainischer Slawist und Pädagoge                                                   | 70    |       |
| 9. Februar  | Louis Ménard                         | französischer Religionswissenschaftler, Historiker und Chemiker                     | 78    |       |
| 10. Februar | Gottlieb Biermann                    | österreichischer Lehrer und Historiker                                              | 72    |       |
| 10. Februar | Romuald Horner                       | Abt des Stiftes Sankt Peter (Salzburg)                                              | 73    |       |
| 10. Februar | Max Krenkel                          | deutscher Privatgelehrter und Stifter                                               | 61    |       |
| 10. Februar | Max von Pettenkofer                  | deutscher Chemiker und Hygieniker                                                   | 82    |       |
| 10. Februar | Giovanni Andrea Scartazzini          | Schweizer reformierter Geistlicher                                                  | 63    |       |
| 10. Februar | Albert D. Shaw                       | US-amerikanischer Politiker                                                         | 59    |       |
| 10. Februar | Telemaco Signorini                   | italienischer Maler                                                                 | 65    |       |
| 10. Februar | Wilhelm Splieth                      | deutscher Prähistoriker                                                             | 38    |       |
| 11. Februar | Ramón de Campoamor y Campoosorio     | spanischer Schriftsteller                                                           | 83    |       |
| 11. Februar | Rudolph Großpaul                     | deutscher Unternehmer                                                               | 69    |       |
| 11. Februar | Gustav Janke                         | deutscher Verlagsbuchhändler                                                        | 52    |       |
| 11. Februar | Samuel Maxwell                       | US-amerikanischer Politiker                                                         | 75    |       |
| 11. Februar | Milan I.                             | serbischer Fürst, König von Serbien                                                 | 46    |       |
| 11. Februar | Jacques Simmler                      | Schweizer Architekt                                                                 | 59    |       |
| 11. Februar | Henry Willis                         | englischer Orgelbauer                                                               | 79    |       |
| 12. Februar | Jacob B. Blair                       | US-amerikanischer Politiker                                                         | 79    |       |
| 13. Februar | William H. Haile                     | US-amerikanischer Politiker                                                         | 67    |       |
| 13. Februar | Theodor Husemann                     | deutscher Mediziner, Pharmakologe und Hochschullehrer                               | 68    |       |
| 14. Februar | James M. Jackson                     | US-amerikanischer Politiker                                                         | 75    |       |
| 14. Februar | Friedrich Scharenberg                | deutscher Forstwirt                                                                 | 79    |       |
| 14. Februar | Edward Stafford                      | Premierminister von Neuseeland                                                      | 81    |       |
| 15. Februar | Arthur von Knobloch                  | deutscher Verwaltungsbeamter und Rittergutsbesitzer                                 | 75    |       |
| 15. Februar | Karl Gottfried Mäser                 | deutscher mormonischer Theologe und Pädagoge                                        | 73    |       |
| 15. Februar | Gilbert A. Pierce                    | US-amerikanischer Politiker                                                         | 62    |       |
| 15. Februar | Gustav Hermann Schulze               | sächsischer Jurist, später Justizrat, Historiker und Heimatforscher der Oberlausitz | 67    |       |
| 16. Februar | Vicente Alda y Sancho                | spanischer Erzbischof                                                               | 61    |       |
| 16. Februar | Truman Everts                        | US-amerikanischer Forscher                                                          |       |       |
| 16. Februar | Hermann Radermacher                  | deutscher Gutsbesitzer und Abgeordneter                                             | 61    |       |
| 16. Februar | Karl von Schwerin                    | deutscher Verwaltungsbeamter und Landwirt                                           | 57    |       |
| 17. Februar | Carlos Casagemas                     | Freund Picassos (um 1900), auf drei Gemälden dargestellt                            |       |       |
| 17. Februar | Karl von Pidoll zu Quintenbach       | Kunstmaler und Schüler von Hans von Marées                                          | 54    |       |
| 18. Februar | Friedrich Karl von Bismarck-Bohlen   | deutscher Fideikomissbesitzer und Politiker, MdR                                    | 48    |       |
| 18. Februar | Egide Walschaerts                    | belgischer Maschinenbauingenieur                                                    | 81    |       |
| 19. Februar | Eduard Hahn                          | deutscher lutherischer Theologe, Konsistorialrat und Generalsuperintendent          | 76    |       |
| 19. Februar | Paul-Armand Silvestre                | französischer Schriftsteller und Literaturkritiker                                  | 63    |       |
| 19. Februar | Georg Thielen                        | deutscher Architekt und Kunstgewerbler                                              | 47    |       |
| 20. Februar | Justus Clauswitz                     | deutscher Jurist und Politiker, MdR                                                 | 91    |       |
| 21. Februar | Hermann Backhaus                     | deutscher Agrarwissenschaftler                                                      | 84    |       |
| 21. Februar | Karl Friedrich von der Goltz         | preußischer General der Kavallerie                                                  | 85    |       |
| 21. Februar | Emil Hübner                          | deutscher klassischer Philologe und Epigraphiker                                    | 66    |       |
| 21. Februar | Johannes Christian Eugen Lehmann     | deutscher Politiker, MdHB, Senator und Bürgermeister                                | 74    |       |
| 21. Februar | Henry Peach Robinson                 | englischer Fotograf und Fotografie-Theoretiker                                      | 70    |       |
| 21. Februar | Stephen M. White                     | US-amerikanischer Politiker                                                         | 48    |       |
| 22. Februar | Charles David Anderson               | US-amerikanischer General der CSA                                                   | 73    |       |
| 22. Februar | George Francis FitzGerald            | irischer Physiker                                                                   | 49    |       |
| 22. Februar | Emanuel Max von Wachstein            | böhmischer Bildhauer                                                                | 90    |       |
| 23. Februar | Lothar von Heinemann                 | deutscher Mediävist                                                                 | 42    |       |
| 23. Februar | Heinrich Mentzel                     | deutscher Bergbeamter und Salzamtsdirektor der Saline Schönebeck                    | 62    |       |
| 25. Februar | Leif Newry Fitzroy Crozier           | kanadischer Offizier der Royal Canadian Mounted Police                              | 54    |       |
| 25. Februar | Wojciech Gerson                      | polnischer Maler und Kunstprofessor                                                 | 69    |       |
| 25. Februar | Albert Wüst                          | deutscher Landtechniker                                                             | 60    |       |
| 26. Februar | Moritz Tullinger                     | österreichischer Opernsänger (Bariton)                                              |       |       |
| 26. Februar | Léonce Cohen                         | französischer Komponist                                                             | 72    |       |
| 26. Februar | Lucyna Ćwierczakiewiczowa            | polnische Schriftstellerin und Kochbuchautorin                                      |       |       |
| 26. Februar | Adrien Jardinier                     | Bischof von Sitten                                                                  | 92    |       |
| 26. Februar | Johann Rudolf von Sinner             | Schweizer Offizier und konservativer Politiker                                      | 70    |       |
| 26. Februar | Franz Ludwig von Stösser             | badischer Jurist und Politiker                                                      | 76    |       |
| 26. Februar | Albin Weisbach                       | deutscher Mineraloge                                                                | 67    |       |
| 27. Februar | Josef Zerwes                         | deutscher Kaufmann und Direktor der Friedrich Wilhelms-Hütte                        | 65    |       |
| 27. Februar | Gustav Ziller                        | deutscher Baumeister                                                                | 58    |       |
| 28. Februar | William M. Evarts                    | US-amerikanischer Rechtsanwalt und Staatsmann                                       | 83    |       |
| 28. Februar | Theodor von Haßler                   | Ingenieur, Unternehmensleiter und industrieller Interessenvertreter                 | 72    |       |
| 28. Februar | Johan Hedemann                       | dänischer Offizier und Eisenbahningenieur                                           | 75    |       |
| 28. Februar | Karl Liebisch                        | deutscher Richter und Militärjurist                                                 | 66    |       |
| 28. Februar | Eduardo Ocón y Rivas                 | spanischer Komponist, Organist und Pianist                                          | 68    |       |
| 28. Februar | Giulio Perotti                       | deutscher Opernsänger                                                               | 59    |       |

## März
| Tag      | Name                              | Beruf, bekannt als                                                                               | Alter | Beleg |
| -------- | --------------------------------- | ------------------------------------------------------------------------------------------------ | ----- | ----- |
| 1. März  | Karl Gustav Ackermann             | deutscher Politiker, MdR                                                                         | 80    |       |
| 1. März  | Bernhard Erdmannsdörffer          | deutscher Historiker                                                                             | 68    |       |
| 1. März  | Valentin Lorenz Meyer             | deutscher Kaufmann                                                                               | 83    |       |
| 2. März  | George Mercer Dawson              | kanadischer Geograph, Geodät und Paläontologe                                                    | 51    |       |
| 2. März  | Peter Geibel                      | deutscher Mundartdichter                                                                         | 59    |       |
| 3. März  | Joseph Callaerts                  | belgischer Musiker                                                                               | 70    |       |
| 3. März  | James Minor Quarles               | US-amerikanischer Politiker                                                                      | 78    |       |
| 3. März  | Ferdinand Seeland                 | österreichischer Montanist, Naturforscher und Politiker                                          | 79    |       |
| 4. März  | Ernest Hauswirth                  | österreichischer Benediktiner, Abt des Schottenstiftes                                           | 82    |       |
| 4. März  | Adolphe Jaime                     | französischer Dramatiker und Librettist                                                          | 75    |       |
| 4. März  | Wolfgang Passow                   | deutscher klassischer Philologe und Gymnasiallehrer                                              | 37    |       |
| 5. März  | Karl Biedermann                   | deutscher Politiker, MdR, Publizist und Professor für Philosophie                                | 88    |       |
| 5. März  | Julie von Massow                  | pommersche Adlige                                                                                | 75    |       |
| 5. März  | Giuseppe Poggi                    | italienischer Architekt                                                                          | 89    |       |
| 6. März  | John Jabez Edwin Mayall           | britischer Fotograf                                                                              | 87    |       |
| 6. März  | Carl Friedrich Müller             | deutscher Tiermediziner                                                                          | 75    |       |
| 7. März  | Johann Georg Buchauer             | österreichischer Zementfabrikant                                                                 | 38    |       |
| 7. März  | Julius Wiggers                    | deutscher Theologe, Hochschullehrer und Politiker (NLP), MdR                                     | 89    |       |
| 8. März  | Edmund Beck                       | deutscher Sänger (Bass) und Theaterschauspieler                                                  | 60    |       |
| 8. März  | Peter Benoit                      | belgischer Komponist                                                                             | 66    |       |
| 8. März  | Aleksander Gierymski              | polnischer Maler                                                                                 | 51    |       |
| 8. März  | Carl Ferdinand von Stumm-Halberg  | deutscher Politiker und Industrieller, MdR                                                       | 64    |       |
| 8. März  | Mark Trafton                      | US-amerikanischer Politiker                                                                      | 90    |       |
| 9. März  | Wilhelm Neurath                   | österreichischer Wirtschaftswissenschaftler                                                      | 60    |       |
| 9. März  | Albrecht Prinz zu Solms-Braunfels | deutscher Adeliger und Mitgründer der Kynologischen Gesellschaft in Deutschland                  | 60    |       |
| 10. März | Friedrich Erdmann Petersilie      | deutscher Orgelbauer                                                                             | 75    |       |
| 12. März | August Höpfner                    | deutscher Dichter                                                                                | 70    |       |
| 12. März | Otto von Parseval                 | bayerischer General der Infanterie und oldenburgischer Prinzenerzieher                           | 73    |       |
| 12. März | Harry Redford                     | australischer Viehdieb und Volksheld                                                             |       |       |
| 12. März | John Walker Ryon                  | US-amerikanischer Politiker                                                                      | 76    |       |
| 13. März | Benjamin Harrison                 | US-amerikanischer Politiker, 23. Präsident der USA (1889–1893)                                   | 67    |       |
| 13. März | Januária von Brasilien            | Infantin von Portugal und Brasilien                                                              | 79    |       |
| 13. März | Fernand Pelloutier                | französischer Gewerkschafter                                                                     | 33    |       |
| 13. März | Ernst Rudolf Schepp               | deutscher Politiker                                                                              | 43    |       |
| 13. März | Max Georg Schubert                | sächsischer Fabrikant und Mitglied der Ständeversammlung (Landtag) des Königreichs Sachsen       |       |       |
| 14. März | Henriette Browne                  | französische Malerin des Orientalismus                                                           | 71    |       |
| 14. März | Walter I. Hayes                   | US-amerikanischer Politiker                                                                      | 59    |       |
| 14. März | Mary von Bothmer                  | britische Schriftstellerin                                                                       | 64    |       |
| 14. März | Rafał Maszkowski                  | polnischer Geiger und Dirigent                                                                   | 62    |       |
| 15. März | Ida Ahlers                        | Theaterschauspielerin und Opernsängerin                                                          | 61    |       |
| 15. März | Nikolai Pawlowitsch Bogolepow     | russischer Minister für Volksbildung                                                             | 54    |       |
| 15. März | Leopold Seeck                     | deutscher Architekt und Baubeamter                                                               | 76    |       |
| 16. März | Hermann Brassert                  | preußischer Jurist und Berghauptmann                                                             | 80    |       |
| 16. März | Marriott Henry Brosius            | US-amerikanischer Politiker                                                                      | 58    |       |
| 17. März | Pieter Antonie van der Lith       | niederländischer Rechtswissenschaftler und Orientalist                                           | 56    |       |
| 17. März | Franz Melde                       | deutscher Physiker                                                                               | 69    |       |
| 17. März | Franz Andreas Meyer               | deutscher Bauingenieur                                                                           | 63    |       |
| 18. März | Mark S. Brewer                    | US-amerikanischer Politiker                                                                      | 63    |       |
| 18. März | Franz von Hopfen                  | österreichischer Gutsbesitzer, Bankdirektor und Politiker                                        | 75    |       |
| 19. März | Adolf Dobrjanský                  | ruthenischer Politiker in Österreich-Ungarn                                                      | 83    |       |
| 19. März | Philippe Gille                    | französischer Bühnendichter und Publizist                                                        | 69    |       |
| 20. März | Charles de Dompierre d’Hornoy     | französischer Politiker und Admiral                                                              | 85    |       |
| 20. März | Johann Ernst von Grünewaldt       | deutsch-baltischer Adelsmann, Landespolitiker, estländischer Landrat, Landwirt und Züchter       | 65    |       |
| 20. März | Gustav Adolf Gunkel               | deutscher Komponist                                                                              | 34    |       |
| 20. März | Ludwig Schultze-Strelitz          | deutscher Gesangspädagoge, Musikwissenschaftler und Herausgeber                                  | 46    |       |
| 22. März | Carl Laeisz                       | deutscher Kaufmann und Reeder                                                                    | 72    |       |
| 23. März | Joseph Deckert                    | österreichischer katholischer Geistlicher und Autor                                              | 57    |       |
| 23. März | Johan Herman Kloos                | deutsch-niederländischer Geologe und Paläontologe                                                | 59    |       |
| 23. März | Konstantin Stoilow                | bulgarischer Politiker und Ministerpräsident                                                     | 47    |       |
| 23. März | Theophil Zolling                  | deutscher Journalist, Herausgeber, Literaturkritiker und Romancier                               | 51    |       |
| 25. März | Charles S. May                    | US-amerikanischer Politiker                                                                      | 71    |       |
| 26. März | George Willard                    | US-amerikanischer Politiker                                                                      | 77    |       |
| 26. März | Gundakar von Wurmbrand-Stuppach   | österreichischer Politiker der Habsburgermonarchie                                               | 62    |       |
| 27. März | Fidelis Bentele                   | deutscher Tier-, Historien- und Kirchenmaler                                                     | 70    |       |
| 27. März | Heinrich Blumenthal               | deutscher Maschinenbaufabrikant und Bauunternehmer                                               | 76    |       |
| 27. März | William Hodgson                   | britischer Botaniker                                                                             | 76    |       |
| 27. März | Ilija Zanow                       | Außenminister                                                                                    |       |       |
| 28. März | Max Ring                          | deutscher Schriftsteller                                                                         | 83    |       |
| 29. März | Michael von Rampf                 | Bischof von Passau                                                                               | 75    |       |
| 29. März | James Stephens                    | irischer Bahnbediensteter und Gründer der Irish Republican Brotherhood, einer Geheimorganisation | 76    |       |
| 30. März | Victor Johann von der Forst       | deutscher Maler                                                                                  | 37    |       |
| 31. März | John Stainer                      | englischer Komponist                                                                             | 60    |       |